# Laneuville-à-Rémy
Laneuville-à-Rémy é uma comuna francesa na região administrativa do Grande Leste, no departamento do Alto Marna. Estende-se por uma área de 6.0 km², e possui 66 habitantes, segundo o censo de 2018, com uma densidade de 11 hab/km².